# باب گرنت
باب گرنت (انگلیسی: Bob Grant; ۱۴ آوریل ۱۹۳۲ – ۸ نوامبر ۲۰۰۳) هنرپیشه، و بازیگر تلویزیون اهل بریتانیا بود. وی بین سال‌های ۱۹۵۲ تا ۱۹۹۶ میلادی فعالیت می‌کرد.
از فیلم‌ها یا برنامه‌های تلویزیونی که وی در آن نقش داشته‌است می‌توان به کمک! اشاره کرد.